# Igrzyska Pacyfiku 2019
Igrzyska Pacyfiku 2019 – szesnasta edycja Igrzysk Pacyfiku, która odbyła się w lipcu 2019 roku w Apii w Samoa.
Igrzyska początkowo miały odbyć się w stolicy Tonga Nukuʻalofie. Prawo do organizacji imprezy przyznano Tonga w październiku 2012. Igrzyska Pacyfiku byłyby rozgrywane na Tonga po raz pierwszy w historii. W lipcu 2017 premier ʻAkilisi Pohiva ogłosił, że Tonga wycofuje się z organizacji igrzysk z powodu zbyt wysokich kosztów ich organizacji. 30 sierpnia 2017 Rada Igrzysk Pacyfiku jednomyślnie wybrała Samoa na gospodarza igrzysk.